# 295
Évszázadok: 2. század – 3. század – 4. század
Évtizedek: 240-es évek – 250-es évek – 260-as évek – 270-es évek – 280-as évek – 290-es évek – 300-as évek – 310-es évek – 320-as évek – 330-as évek – 340-es évek
Évek: 290 – 291 – 292 – 293 –  294 – 295 – 296 – 297 – 298 – 299 – 300

## Események
- A Halley-üstökös napközelbe ér.

### Római Birodalom
- Nummius Tuscust és	Caius Annius Anullinust választják consulnak.
- Diocletianus császár a a dunai limes mentén a carpusok ellen indít hadjáratot.
- Constantius Chlorus caesar legyőzi a frankokat a Rajna torkolatánál, visszaver egy alemann támadást, majd flottát épít, hogy a La Manche csatornán átkelve partra szálljon a szakadár Britanniában.
- Narsak szászánida király hadat üzen Rómának, benyomul Örményországba és elűzi onnan a Róma-barát III. Tiridatészt. Galerius caesar miután leverte a felső-egyiptomi felkelést, Szíriába vonul, hogy elhárítsa a perzsa támadást.
- Diocletianus Bithynia et Pontus provinciát három részre (Bithynia, Paphlagonia és Diospontus) osztja.

## Születések
- Si Hu, a kínai Kései Csang dinasztia császára

## Fordítás
- Ez a szócikk részben vagy egészben  a(z)   295 című angol Wikipédia-szócikk ezen változatának fordításán alapul.  Az eredeti cikk szerkesztőit annak laptörténete sorolja fel. Ez a jelzés csupán a megfogalmazás eredetét és a szerzői jogokat jelzi, nem szolgál a cikkben szereplő információk forrásmegjelöléseként.